# Leontocebus cruzlimai
O Sauim-vermelho, é uma espécie de primata endêmico do Brasil, pertencente ao gênero Leontocebus.

## História
No início do século XX, o naturalista suíço-alemão Emilie Goeldi coletou um sauim-vermelho no alto rio Purus, localizado na região amazônica. Ele não percebeu que se tratava de uma espécie nova e o classificou como sendo de uma espécie já descrita.
Em 1945, o naturalista paraense Eládio da Cruz Lima, publicou o importante livro Mamíferos da Amazônia, contendo uma ilustração daquele sauim-vermelho coletado por Goeldi. No entanto, as amostras (peles e ossos) daqueles sauins-vermelhos haviam se perdido.
Na década de 1960, mastozoólogo americano Philip Hershkovitz publicou um amplo trabalho de revisão sobre todos os sauins, indicando que aquela ilustração no livro de Cruz Lima era um tipo de sauim ainda não conhecido pela ciência. Em homenagem a Cruz Lima e seguindo a classificação científica vigente à época, Hershkovitz deu o nome científico de Saguinus fuscicollis cruzlimai para estes sauins.

## Redescoberta
Durante expedições científicas, realizadas entre 2011 e 2014 no estado do Amazonas, o pesquisador Ricardo Sampaio descobriu vários grupos de sauins com cor diferenciada, mais avermelhada do que a das espécies vizinhas.
Os animais foram identificados na Floresta Nacional de Purus e na Reserva Extrativista Arapixi, Unidades de Conservação (UC) federais administradas pelo Instituto Chico Mendes de Conservação da Biodiversidade (ICMBio), no Amazonas. Sampaio é analista ambiental do Centro Nacional de Pesquisa e Conservação de Mamíferos Carnívoros (Cenap) do ICMBio.